# Love and Information
Love and Information is een toneelstuk van de Britse dramaturg Caryl Churchill uit 2012. Het is een experimenteel werk bestaande uit zeven hoofdstukken, die elk in kleinere scènes van enkele seconden tot enkele minuten zijn onderverdeeld. Hierbij speelt een onbepaald aantal acteurs een honderdtal naamloze personages. Deze 58 scènes kunnen verder aangevuld worden met optionele zinnen, gebarentaal, morse, semafoorsignalen enzovoorts. Het stuk heeft hierdoor het karakter van een revue, die de digitale informatiestroom  van de hedendaagse maatschappij weerspiegelt. De scènes kunnen in een willekeurige volgorde gespeeld worden.
De première vond plaats in het Londense Royal Court Theatre in een regie van James Macdonald.

## Samenvatting
Er zijn geen inhoudelijke verbanden tussen de scènes. Thematisch behandelt Love and Information het spanningsveld tussen feiten en emoties, en in het bijzonder de manier waarop mensen omgaan met kennis en hoe het menselijke geheugen beïnvloed wordt door een constante stroom aan informatie. In sommige scènes trainen personages opzettelijk hun geheugen, in andere nemen ze deel aan een quiz; een dokter informeert een patiënt dat hij niet lang meer te leven heeft, een koppel bekijkt een oude videocassette van hun huwelijk en herkent een bepaalde vrouw daarop niet, iemand heeft een liefdesrelatie met een computerprogramma en weigert te geloven dat het geen echte vrouw is. Personages praten over sterrenkunde, stenen en insecten, of halen herinneringen op aan een affaire van lang geleden. Volgens Churchill vormt depressie een rode draad door haar stuk. Het publiek wordt gebombardeerd met kennis, feiten en gevoelens, en is daardoor niet in staat alles te onthouden, zoals eveneens in de moderne informatiemaatschappij het geval is.

## Receptie
De meeste recensies van Love and Information waren positief. Volgens criticus Michael Billington van The Guardian is Love and Information een oproep om technologie niet als een vervanging voor menselijke connecties te beschouwen; hij noemde het stuk ‘een revue geschreven door Wittgenstein’. De recensent van The Huffington Post loofde de manier waarop het snelle tempo de onbestendigheid van het moderne leven tot uitdrukking bracht, wat mede aan de regie te danken was.
Love and Information werd tevens in de Verenigde Staten en Australië opgevoerd, waar het eveneens positief onthaald werd. In 2018 werd het stuk in een nieuwe regie hernomen in Sheffield.